# ناظم شاكر
ناظم شاكر سالم حمادي الدليمي (13 أبريل 1958 - 11 سبتمبر 2020) لاعب كرة قدم عراقي سابق، ومدرب كرة قدم. مثل منتخب العراق لكرة القدم.
ولد ناظم شاكر في بغداد عام 1958، وبدأ مسيرته الكروية لاعبا في الفرق الشعبية لمنطقة الدورة، أصبح عام 1975 لاعبا لنادي العمال، ثم لاعباً في فريق الطيران (القوة الجوية حاليا) عام 1976، ومثل منتخب شباب العراق عام 1978 ثم المنتخب الوطني من عام 1979، وكان ضمن تشكيلة المنتخب العراقي في نهائيات كأس العالم بالمكسيك عام 1986 والتي كانت مشاركته الأخيرة مع المنتخب العراقي، ومن ثم اعتزال اللعب نهائيا عام 1988 مع فريقه الطيران بسبب الإصابة.
اتجه بعد ذلك إلى ميدان التدريب وكان أول فريق عمل معه كمدرب هو نادي السلام العراقي عام 1992 حيث كان عامه الأول في الدرجة الممتازة، ثم تقلد تدريب فرق الكرخ واربيل ودهوك والنفط وبيرس والقوة الجوية والمصافي وآرارات، كما احترف التدريب في اندية أردنية وإماراتية لاكثر من سبعة اعوام إلى جانب عمله ضمن الكادر التدريبي للمنتخب الأولمبي عام 2005، وتم تكليفه من قبل اتحاد كرة القدم العراقي للعمل كمدربا للمنتخب الوطني العراقي عام 2010 ولكنه قدم استقالته كمدرب للمنتخب العراقي في 12-1-2011 بعد خسارة المنتخب أمام منتخب إيران في بطولة غرب آسيا. وعمل أيضاً كمدرب لفريق نادي الميناء العراقي.

## وفاته
توفي يوم الجمعة 11 سبتمبر 2020م، الموافق 23 محرم 1442 هـ نتيجة إصابته بمرض فيروس كورونا عن عمر 62 عامًا.

## روابط خارجية
- ناظم شاكر على موقع الاتحاد الدولي (مؤرشف)  (الإنجليزية)
- ناظم شاكر على موقع ناشيونال فوتبول تيمز (الإنجليزية)
- ناظم شاكر على موقع Soccerway.com (الإنجليزية)
- ناظم شاكر على موقع كووورة